# Брег'є Гейнен
Брег'є Гейнен Тревіно (англ. Bregje Heinen; нар. 5 березня 1993, Боркюло, Нідерланди) — голландська фотомодель та акторка. У 2011 році вона стала ангелом Victoria's Secret. Вперше з'явилася у випуску Sports Illustrated Swimsuit у 2014 році.

## Біографія
Гейнен народилася в Боркюло, містечку на сході Нідерландів. Вона живе в Нью-Йорку з сімнадцяти років.

## Кар'єра

### Кар'єра моделі

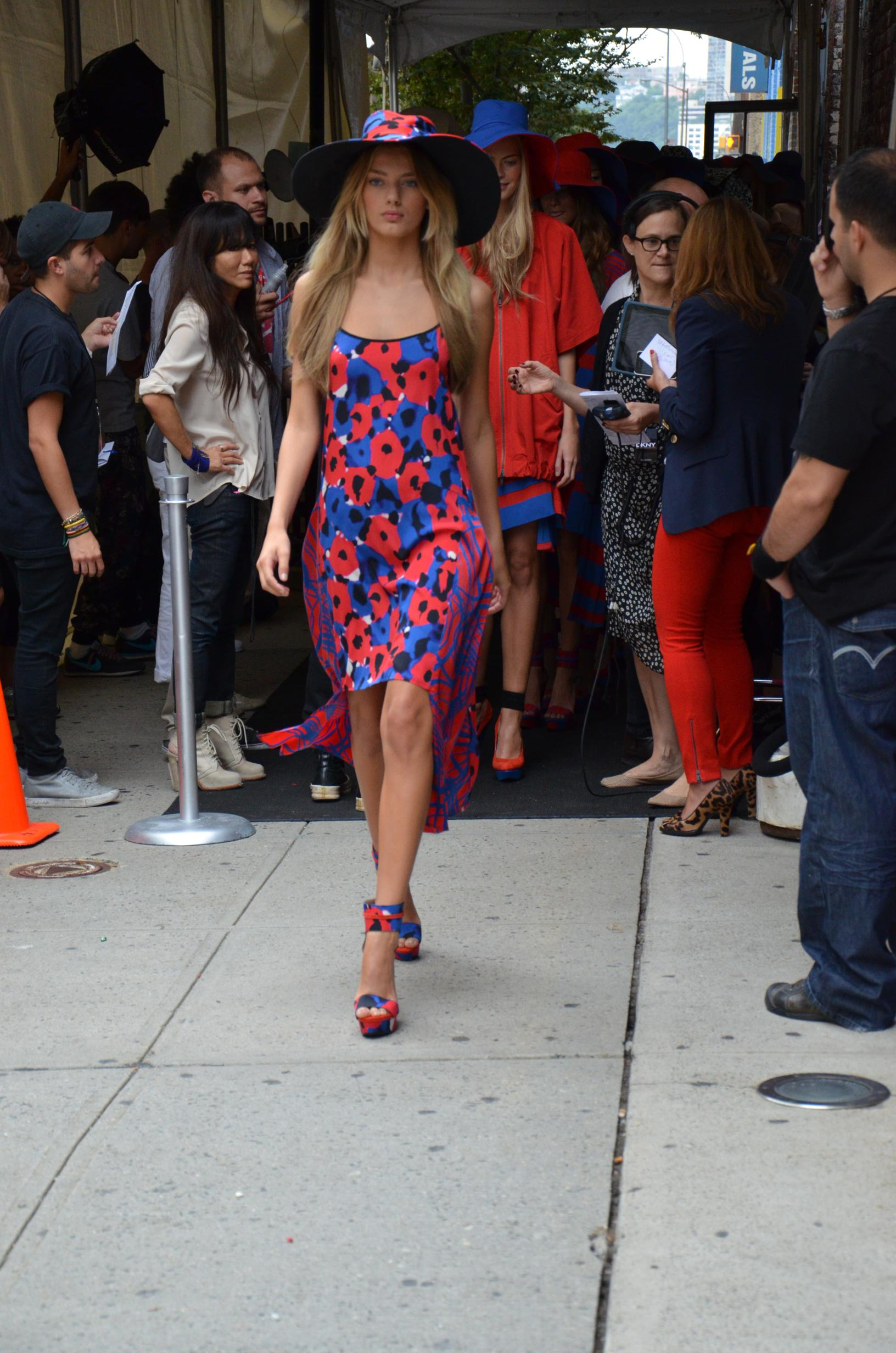
Гейнен йде подіумом для DKNY весна 2012

Гейнен знайшли в Hyve Salva Models. Невдовзі після цього вона перейшла до Micha Models. Відтоді вона працювала в Women Management у Мілані, Парижі та Нью-Йорку, Select London, Dominique Brussels, UNO Barcelona та Place Hamburg.
Вона знімалася в рекламних кампаніях для Guess, DKNY, Prada, Just Cavalli, Replay, Topshop, Karen Millen, Sisley, H&M та Versace.
Гейнен брала участь у показах: Александр Макквін, Донна Каран, Роберто Каваллі, Елі Сааб, Зак Позен, Fendi, Balenciaga, Стелла Маккартні та Карл Лагерфельд. Вона помітно впала на подіумі під час показу мод Роберта Веріно осінь/зима 2012-13.
Вона з'являлася в редакційних статтях для італійського, російського, нідерландського та іспанського Elle, американського, японського, мексиканського та казахстанського Harper's Bazaar, а також британського, португальського, російського та мексиканського Vogue. Вона також з'явилася в музичному відео Maroon 5 на пісню «Payphone». Гейнен з'явилася у випуску Sports Illustrated Swimsuit Edition у 2014 році.
У 2017 році Гейнен була представлена на обкладинці лютневого випуску журналу Fashion та вересневого випуску журналу Maxim.

#### Victoria's Secret
У 2011 році Гейнен взяла участь у показі мод Victoria's Secret. [ 11 ] Разом із Кендіс Сванепул та Лаїш Рібейру. Гейнен знялася в рекламі колекції спідньої білизни бренду Body by Victoria. Вона вдруге з'явилася на показі мод компанії у 2012 році. У 2013 році вона знялася в рекламі бюстгальтера Victoria's Secret «multi way» та взяла участь у показі мод 2014 року.

### Акторська майстерність
Окрім моделювання, Хайнен також є акторкою. Вона дебютувала як акторка у незалежній драмі 2019 року «Асистентка». Потім вона з'явилася в епізоді телесеріалу «Мільярди» у 2020 році. Її наступною роллю була Шарлотта в епізоді четвертого сезону «У пошуку» у 2021 році. Наступного року вона зіграла другорядну роль у комедійній драмі Демієна Шазелл «Вавилон».

### Популярність
У щорічному опитуванні FHM «500 найкрасивіших жінок Нідерландів» Гейнен посіла 48 місце у 2016 році, 74 місце у 2017 році, 37 місце у 2018 році, 135 місце у 2020 році, 79 місце у 2021 році, 63 місце у 2022 році та 101 місце у 2023 році, а також 18 місце у списку «Hot 100» журналу Maxim за 2017 рік.

## Особисте життя
З 2021 року Гейнен зустрічається з американським актором Майклом Тревіно. Пара заручилася 24 грудня 2023 року. Вони одружилися 20 червня 2025 року.

## Фільмографія
| Рік  |   | Українська назва | Оригінальна назва | Роль     |
| ---- | - | ---------------- | ----------------- | -------- |
| 2019 | ф | Асистент         | The Assistant     | Татіана  |
| 2020 | с | Мільярди         | Billions          | Модель   |
| 2021 | с | У пошуках        | Search Party      | Шарлотта |
| 2022 | ф | Вавилон          | Babylon           | Наталі   |